# Vladimír Weiss
Vladimír Weiss (n. 21 septembrie 1939, Vrútky, Žilinský kraj, Slovacia – d. 23 aprilie 2018, Slovacia) a fost un fotbalist ce a reprezentat Cehoslovacia, medaliat olimpic. A participat la o ediție a Jocurilor Olimpice (1964) în care a câștigat o medalie de argint.

## Participări
Lista de mai jos prezintă principalele competiții la care a participat Vladimír Weiss de-a lungul carierei.
- football at the 1964 Summer Olympics[*]